# Blastus multiflorus
Blastus multiflorus är en tvåhjärtbladig växtart som först beskrevs av Célestin Alfred Cogniaux, och fick sitt nu gällande namn av André Guillaumin. Blastus multiflorus ingår i släktet Blastus och familjen Melastomataceae. Inga underarter finns listade i Catalogue of Life.